# Robert de Boissonneaux de Chevigny
Robert Marie Jean Victor de Boissonneaux de Chevigny C.S.Sp. (ur. 2 sierpnia 1920 w Besançon, zm. 11 czerwca 2011 w Chevilly-Larue) – francuski duchowny katolicki, biskup Nawakszutu w Mauretanii od 21 grudnia 1973 do 10 lipca 1995.

## Życiorys
Święcenia kapłańskie otrzymał 3 października 1948 w Zgromadzeniu Ducha Świętego (Duchaczy).

## Episkopat
21 grudnia 1973 papież Paweł VI mianował go biskupem diecezji Nawakszut w Mauretanii. Sakry biskupiej udzielił mu 23 lutego 1974 arcybiskup Dakaru Hyacinthe Thiandoum. 10 lipca 1995 przeszedł na emeryturę.